# Djævlesten
Der Djævlesten (deutsch „Teufelsstein“) bei Hov auf der Insel Langeland ist einer jener seltenen Schalensteine, die außer Schälchen (dänisch skåltegn) auch andere Eintiefungen aufweisen. Das ungewöhnliche Artefakt mit Felsritzungen aus der späten dänischen Bronzezeit (1000–500 v. Chr.) wurde im Jahre 1997 auf Langeland von einem aufmerksamen Steinsammler entdeckt. 
Der etwa zwei Meter lange, einen Meter hohe und in zwei etwa 0,7 m dicke horizontal gespaltene Granitblock lag auf dem Nordstrand von Hov zusammen mit den Überresten eines zerstörten Gebäudes. Aufgrund des Gewichtes von 3,5 Tonnen muss davon ausgegangen werden, dass er auch ursprünglich dort lag.
Die Breitseite und ein Teil der Oberseite sind fast flächendeckend mit über 100 Schälchen verziert. Das größte hat 9 cm Durchmesser. Die kleinsten messen 3–4 cm im Durchmesser und sind wenige Millimeter tief. Zwischen einigen Schälchen gibt es eingeschnitzte Verbindungslinien. Knapp oberhalb der Bruchkante sind zwei eng gesetzte Füße fast natürlicher Größe mit den Zehen nach oben eingetieft. Solche Eindrücke sind von etwa einem Dutzend Orten in Dänemark und in mehreren von den Britischen Inseln bekannt. Ihre Interpretation als religiöse Symbole aus der Bronzezeit ist ungewiss.
Der etwa namensgleiche Djævelsten von Reerslev ist ein Findling am Risbjergvej in Ruds-Vedby.

## Lage
Die ursprüngliche Lage auf dem Nordstrand von Hov ist bisher nicht genau nachweisbar. Der Stein, oder besser die zwei Fragmente befinden sich jetzt im Museum Hollænderhuset östlich von Lohals.